# Edward Victor Appleton
Sir Edward Victor Appleton  GBE KCB FRS (6. september 1892 – 21. april 1965) var en engelsk fysiker, og radiofysiker, der modtog nobelprisen i kemi i 1947 for sit skelsættende arbejde, der påviste eksistensen af af ionosfæren på baggrund af eksperimenter, som han havde udført i 1924. Han studerede og blev senere ansat som laboratorietekniker på Bradford College fra 1909 til 1911.